# Partido Popular Estonio
El Partido Popular Estonio (en estonio: Eesti Rahvaerakond, ERE) fue un partido político de centroderecha de Estonia. Se formó en 1919 y desapareció en 1931, cuando se fusionó con otros partidos centristas para formar el Partido Nacional de Centro.

## Historia
El partido se fundó en marzo de 1919 mediante la fusión del Partido Democrático Estonio y el Partido Democrático Radical Estonio. Algunos miembros del sector más a la derecha del Partido Democrático, más favorables a un mayor papel de la Iglesia luterana, se opusieron a la fusión con los Demócratas Radicales y se separaron para formar el Partido Popular Cristiano. En las elecciones a la Asamblea Constituyente de abril de 1919, el nuevo partido obtuvo 25 de los 120 escaños, convirtiéndose en el tercer partido más grande de la Asamblea.
Sin embargo, en las elecciones de 1920, sus escaños se redujeron a 10 en el Riigikogu, de 100 escaños. Obtuvo ocho escaños en las elecciones de 1923 y 1926, y nueve en las de 1929.
En octubre de 1931, se fusionó con el Partido Popular Cristiano para formar el Partido Nacionalista Unido; al partido resultante se unió el Partido Laborista de Estonia en enero de 1932, convirtiéndose en el Partido Nacional de Centro.

## Ideología
El programa del Partido Popular de Estonia estaba cerca de las ideas nacionalistas conservadoras. Según su ideario, el patriotismo estonio debía de superar la división en clases sociales y para ello, la nación debía crear un vínculo unificador para todo el pueblo. El partido defendía la consolidación de la democracia y el Estado de derecho según el modelo occidental. A pesar de su postura conservadora, abogó por una economía social de mercado bajo los auspicios liberales. 
Sus seguidores estaban compuestos en gran parte por intelectuales, la burguesía urbana educada, pero también algunos agricultores. El partido era especialmente fuerte en el sur de Estonia, sobre todo en la ciudad universitaria de Tartu y en el condado que rodea la ciudad.

## Resultados electorales
Los resultados electorales antes de su disolución fueron los siguientes:
| Elección | Votos  | %     | Escaños | +/–         | Posición |
| -------- | ------ | ----- | ------- | ----------- | -------- |
| 1919     | 94.892 | 20,72 | 25/120  | Nuevo       | 3.º      |
| 1920     | 48.972 | 10,39 | 10/100  | 15          | 5.º      |
| 1923     | 34.646 | 7,53  | 8/100   | 2           | 5.º      |
| 1926     | 38.824 | 7,42  | 8/100   | Sin cambios | 5.º      |
| 1929     | 45.033 | 8,92  | 9/100   | 1           | 5.º      |